# Casa al carrer de la Muralla, 14 (Llançà)
La casa al carrer de la Muralla, 14 és un edifici del municipi de Llançà (Alt Empordà), inclòs en l'Inventari del Patrimoni Arquitectònic de Catalunya.

## Descripció
És situada dins del nucli urbà de la població de Llançà, a l'extrem de ponent del nucli històric de la vila, que està situat a la banda sud-oest del terme.
Es tracta d'un edifici entre mitgeres de planta rectangular, amb la coberta plana utilitzada com a terrat i distribuït en planta baixa i pis. La façana principal presenta, a la planta baixa, dues finestres i una porta d'accés d'arc rebaixat, aquesta última descentrada a l'extrem nord del parament. El parament presenta un revestiment arrebossat i pintat a imitació d'un aplacat de pedra, que es repeteix als laterals del pis. En aquesta planta hi ha un balcó central exempt i, a banda i banda, dues finestres rectangulars. Les tres obertures presenten guardapols superior decorat amb motius vegetals i florals. Les finestres també presenten l'ampit decorat, mentre que el balcó presenta una àmplia llosana motllurada, sostinguda per dues mènsules de grans dimensions força ornamentades. La façana està coronada per una cornisa sostinguda per diverses mènsules ornamentades, damunt la qual s'assenta una barana d'obra profusament decorada.
La resta de la construcció està arrebossada i pintada de color groc.

## Història
Una de les etapes més ben documentades de les fortificacions de Llançà és el segle xvi, amb diversa documentació escrita que confirma que comptava amb sis o set torres de defensa i una muralla. Després de la baixa edat mitjana, la noblesa va iniciar un procés de venda d'aquestes fortificacions per convertir-les en mansions privades.
Amb el creixement de la vila es van començar a adossar diferents edificis als terraplens dels baluards extramurs, que van donar pas als diferents carrers (carrer de la Pilota, Muralla, Salmerón i Major) que mostren el recorregut fossilitzat de les muralles.